# Everest – Ein Yeti will hoch hinaus
Everest – Ein Yeti will hoch hinaus (Originaltitel: Abominable) ist ein computeranimierter Film von DreamWorks Animation und Pearl Studio aus dem Jahr 2019. Er handelt von einer Gruppe Jugendlicher, die einem jungen Yeti dabei helfen, zum Himalaya zurückzukehren.

## Handlung
Teenager Yi lebt nach dem Tod ihres Vaters mit ihrer Mutter und Großmutter „Nai Nai“ in Shanghai. Von ihrer Familie und Freunden wie dem fröhlichen Peng und dessen oberflächlichem Cousin Jin hat sie sich distanziert. Sie füllt ihre gesamte Freizeit mit Jobs, um Geld für eine Reise an all die Orte zu sammeln, die ihr Vater mit ihr besuchen wollte.
Eines Tages entkommt ein junger Yeti aus einer Sicherheitseinrichtung des reichen Geschäftsmanns Burnish, der ihn gefangen hat, um der Welt die Existenz dieser mythischen Geschöpfe zu beweisen. Er flüchtet auf das Dach von Yis Wohnblock, wo sie sich einen Rückzugsort eingerichtet hat. In der Nacht kommt sie hinauf, um Violine zu spielen, und entdeckt das Wesen. Als ein Suchtrupp mit einem Hubschrauber vorbeifliegt, versteckt Yi den Yeti. Am nächsten Tag bringt sie ihm Baozi und verarztet seine Wunde am Arm. Sie nennt ihn Everest, weil ihr klar wird, dass er dahin zurückkehren will.
Jin und Peng gehen aufs Dach, um nach dem Rechten zu sehen. In dem Augenblick taucht der Hubschrauber wieder auf und Everest flieht mit Yi auf dem Rücken über die Dächer zum Oriental Pearl Tower. Jin und Peng verfolgen sie auf einem Motorroller. Am Hafen schickt sie Everest auf einem Schiff fort, springt aber nach kurzem Zögern mit an Bord. Peng und Jin folgen ihr ebenfalls. In einem Hafen am Qiandao-See reisen sie auf einem Lastwagen weiter. Schließlich fällt die Fracht, in der sie sich versteckt haben, von der Ladefläche in den Wald. Dort bringt Everest mit seinen magischen Kräften Blaubeeren zum Wachsen, um seinen Hunger zu stillen.
Währenddessen setzen Burnish und die Zoologin Dr. Zara die Verfolgung fort. Im Huang-Shan-Gebirge finden sie die Kinder. Everest lässt eine Pusteblume wachsen, bis sie gigantische Ausmaße erreicht. Er, Yi und Peng klammern sich an den Stängel und lassen sich vom Wind treiben. Jin wird von Burnish gefangen genommen. Zara überzeugt Jin davon, dass ihr als Zoologin das Wohl des Yetis sowie der Kinder am Herzen liegt. So verrät er ihr, wo sie sie finden kann. In der Nacht jedoch erfährt Jin, dass Zara vorhat, Burnish zu hintergehen und den Yeti zu verkaufen. Daraufhin schlägt er sich allein durch den Dschungel, um seine Freunde vorher zu erreichen.
Yi, Peng und Everest erreichen die Wüste Gobi und gehen zu Fuß weiter. In einer Kleinstadt am Gelben Fluss holt Burnish sie ein. Jin taucht gerade rechtzeitig mit einem Boot auf und sie entkommen mit Hilfe von Everests Kräften, der aus einem Blumenfeld eine gigantische Welle erzeugt, auf der sie mit dem Boot surfen. Bei der Landung geht allerdings Yis Geige zu Bruch, ihre wertvollste Erinnerung an ihren Vater. Everest repariert sie, indem er die Saiten mit seinen Haaren ersetzt. Sie erreichen den Buddha von Leshan, wo Yi erkennt, dass Everest sie absichtlich zu all den Orten geführt hatte, die sie bereisen wollte. Auf der Statue spielt Yi auf ihrer Violine, die dank der Yeti-Haare nun ebenfalls magische Kräfte besitzt und Blumen zum Wachsen bringt.
Am Fuße des Himalayas werden sie von Burnish’ Leuten auf einer Brücke umzingelt. Everest ruft einen Sturm herbei, um die Kinder zu beschützen. Burnish erkennt, dass die Yetis geschützt werden müssen, und will seine Leute zurückrufen. Zara jedoch schießt mit einem Betäubungsgewehr auf ihn und nimmt Everest gefangen. In einem Kampf schubst sie Yi von der Brücke. Der Trupp zieht mit Jin und Peng ab. Yi ist allerdings nicht in den Abgrund gestürzt, sondern hängt unter der Brücke an einem Seil. Sie klettert hinauf und spielt auf ihrer magischen Geige. Dies verleiht Everest neue Kraft und er bricht aus dem Käfig aus. Mit Kontrolle über Eis und Schnee stoppt er die Kolonne und befreit Jin und Peng. Verzweifelt versucht Dr. Zara, Everest zu überfahren. Sie verursacht eine Lawine, die sie und den Anführer von Burnish’ Männern abstürzen lässt. Everest ruft Wolken herbei, die die vier auf den Berg bringen. Dort trifft er seine Familie wieder. Sie verabschieden sich und die Kinder gelangen auf demselben Weg wieder hinunter, wo Burnish sie nach Hause fährt.
Zuhause verbringt Yi mehr Zeit mit ihrer Familie. Jin und Peng kommen zum Abendessen zu Besuch, wo sie ein Paket von Burnish mit Bergsteigerausrüstung erhalten.

## Produktion
Der Film war seit 2010 bei DreamWorks Animation unter dem Titel Everest in Produktion mit Jill Culton als Regisseurin und Drehbuchautorin. 2016 verließ sie das Projekt und Tim Johnson und Todd Wilderman übernahmen ihre Aufgaben. Im Februar 2018 kehrte Culton zurück und ersetzte Johnson. Wilderman blieb weiterhin als Co-Regisseur.
Im Mai 2018 wurde der Titel in Abominable geändert.

### Synchronisation
Die deutsche Synchronisation übernahm FFS Film- & Fernseh-Synchron unter der Regie und nach dem Dialogbuch von Nana Spier.
| Rolle      | Englischer Sprecher    | Deutscher Sprecher |
| ---------- | ---------------------- | ------------------ |
| Yi         | Chloe Bennet           | Nilam Farooq       |
| Peng       | Albert Tsai            | Moritz Hübscher    |
| Jin        | Tenzing Norgay Trainor | Julien Bam         |
| Everest    | Joseph Izzo            |                    |
| Burnish    | Eddie Izzard           | Bodo Wolf          |
| Dr. Zara   | Sarah Paulson          | Anna Carlsson      |
| Nai Nai    | Tsai Chin              | Marianne Groß      |
| Yis Mutter | Michelle Wong          | Nana Spier         |

### Veröffentlichung
Der Film feierte am 7. September 2019 seine Weltpremiere auf dem Toronto International Film Festival. Am 26. September 2019 erschien er in Deutschland, am 27. September in den USA und am 28. September in China.

## Rezeption
An den Kinokassen brachte der Film in den USA 60,7 Mio. US-Dollar ein und 17,8 Mio. in China an zweiter Stelle. In Deutschland spielte der Film im Kino 4,6 Mio. US-Dollar ein. Weltweit belaufen sich die Einnahmen auf 184 Mio. US-Dollar, was etwa dem 2,5-fachen des Produktionsbudgets von 75 Mio. US-Dollar entspricht. Im Heimkino erwirtschaftete der Film weltweit 16 Mio. US-Dollar.
Wegen der Darstellung der kontroversen „Neun-Striche-Linie“ erregte der Film Kritik in einigen Ländern, die an den Territorialkonflikten im Chinesischen Meer beteiligt sind. Am 14. Oktober 2019 wurde der Film in Vietnam verboten. Der philippinische Außenminister Teodoro Locsin junior schlug vor, die Szene herauszuschneiden, was Universal jedoch verweigerte. So wurde der Film auf den Philippinen und Malaysia ebenfalls verboten.

## Auszeichnungen
African-American Film Critics Association 2019
- AAFCA Award in der Kategorie Best Animated Feature

Hollywood Music In Media Awards 2019
- HMMA Award in der Kategorie Best Original Song – Animated Film für Beautiful Life
- Nominierung in der Kategorie Best Original Score – Animated Film für Rupert Gregson-Williams

La Roche-sur-Yon International Film Festival 2019
- Prix du public für Jill Culton

ReFrame 2020
- ReFrame Stamp in der Kategorie Top 100 Grossing Narrative & Animated Feature (2019) für Universal Pictures

Saturn-Award-Verleihung 2021
- Nominierung als Bester Animationsfilm